# Strawberry K
Strawberry K ist eine in der Londoner Club-Szene sehr populäre Form des Betäubungsmittels Ketamin. Die übliche Konsumform ist der nasale Konsum der Droge in Pulverform. Der ursprüngliche Zustand der Substanz, so wie sie in der Veterinärmedizin verwendet wird, ist flüssig. Zum leichten und injektionsfreien aber dennoch effektiven Konsum wird die Flüssigkeit langsam erhitzt. Die Flüssigkeit verdampft – zurück bleibt ein kristallines Pulver, welches nasal konsumiert werden kann. Aufgrund seines chemischen und bitteren Geschmacks werden dem flüssigen Ketamin vor dem Pulverisieren seit einiger Zeit vermehrt Aromen hinzugefügt, meist Erdbeergeschmack. Dieser bleibt auch im Pulver erhalten und führt zu einem angenehmen Geschmack in Nase und demnach auch Hals. Er kann aber auch dazu führen, dass die Dosis unterschätzt wird da die natürliche Hemmschwelle der Droge, nämlich ihre Bitterkeit und das starke Brennen in der Nase, neutralisiert wird. Es gibt auch Mischungen aus
Ketamin, Ephedrin und Selegilin in Tablettenform.
Diese Entwicklung hat unter anderem zu einem immer stärker wachsenden Konsum von Ketamin in Großbritannien geführt – trotz einer Hochstufung der Substanz zur illegalen Droge der Kategorie C im Januar 2006.
Als problematisch wird erachtet, dass eine derartige geschmackliche Veränderung einer solchen Substanz einen erhöhten Reizfaktor für junge Leute darstellt. Die Hemmschwelle des Konsums kann sinken, und eine Dosierung wird erschwert.